# Ulrich Ramé
Ulrich Ramé (Nantes, 19 september 1972) is een Frans voormalig voetballer en international die als doelman speelde. Hij is afkomstig uit de jeugdopleiding van Angers SCO, waar hij zes seizoenen bij de eerste ploeg speelde. Daarna speelde Ramé bij Girondins de Bordeaux en CS Sedan.
Ramé maakt zijn debuut in de Ligue 1 voor Angers op 31 juli 1993. In 1997 werd Ramé opgemerkt door de scouts van Bordeaux en aanvankelijk binnengehaald door trainer Guy Stéphan als tweede doelman achter de ook net gecontracteerde Nederlandse keeper Stanley Menzo. Het eerste seizoen verliep succesvoller voor Ramé dan voor Menzo en Stéphan. Al na enkele maanden verlieten zowel Menzo als Stéphan de club en al snel was Ramé de eerste keus geworden voor de nieuwe trainer Elie Baup. Sindsdien heeft Ramé bijna alle wedstrijden van de Girondins in het doel gestaan.
Zijn grote bijdrage aan het landskampioenschap van Bordeaux in 1999 werd ook opgemerkt door de bondscoach van het Frans voetbalelftal, Roger Lemerre. Na al eerdere optredens in het schaduwelftal, maakte Ulrich Ramé zijn internationale debuut voor les Bleus op 9 juni 1999 in de uitwedstrijd tegen Andorra. Een vaste keus voor het Franse team is Ramé nooit geworden door sterke concurrentie van Fabien Barthez en Grégory Coupet. Hij maakte wel deel uit van de selectie voor het EK in 2000 en het WK in 2002. Op 12 februari 2003 speelde hij zijn laatste wedstrijd voor Les Bleus tegen Tsjechië. Door onder andere een blunder van Ramé verloor Frankrijk met 0-2 thuis van het Tsjechische voetbalelftal.
Ulrich Ramé werd in de zomer van 2009 vervangen onder de lat door nieuwe aankoop Cédric Carrasso. Tijdens diens blessures in het seizoen 2009-2010 wist Ramé zich nog steeds een betrouwbare sluitpost te tonen. Onder meer in de Champions League thuiswedstrijd in november tegen Juventus wist de 37-jarige keeper zijn doel schoon te houden. In maart 2010 werd dan ook het bericht bekend dat Ramé voor nog een seizoen had bijgetekend.
Na het seizoen 2010/11 werd zijn contract niet verlengd. Ramé tekende bij de tweedeklasser CS Sedan.
Tijdens het seizoen 2015/16 stapte Ramé de trainerswereld in. Hij tekende op 14 maart 2016 een contract bij Bordeaux.

## Erelijst
- Vice-kampioen Ligue 2 (Angers SCO): 1993
- Landskampioen Ligue 1 (Bordeaux): 1999, 2009
- Vice-kampioen Ligue 1 (Bordeaux): 2006, 2008
- Winnaar Coupe de la Ligue (Bordeaux): 2002, 2007, 2009
- Finalist Coupe de la Ligue (Bordeaux): 1998, 2010
- Winnaar Europees Kampioenschap (Frankrijk): 2000
- Winnaar Confederations Cup (Frankrijk): 2001